# Kleinbahn Eltville–Schlangenbad
| Kursbuchstrecke (DB): | 209-276 (1914) 209E (1917 und 1927) 257e (1934) |                                   |                                   |
| Streckenlänge: | 7,80 km                                         |                                   |                                   |
| Spurweite: | 1000 mm (Meterspur)                             |                                   |                                   |
| Maximale Neigung: | ca. 45 ‰                                        |                                   |                                   |
| |                                                 |                                   |                                   |
| \| \| \| Rechte Rheinstrecke von Wiesbaden \| \| \| \| 0,00 \| Eltville Kleinbahnhof \| Eltville Kleinbahnhof \| \| \| \| Rechte Rheinstrecke nach Köln \| \| \| \| \| Eltville Deutsches Haus \| \| \| \| \| Eltville Turnhalle \| \| \| \| \| Depot \| \| \| \| 3,6 \| Neudorf \| Neudorf \| \| \| 4,4 \| Rauenthal \| Rauenthal \| \| \| 5,1 \| Kloster Tiefenthal \| Kloster Tiefenthal \| \| \| \| Kreuzungsstelle \| \| \| \| 7,80 \| Schlangenbad \| Schlangenbad \| |                                                 |                                   |                                   |
| Strecke |                                                 | Rechte Rheinstrecke von Wiesbaden | Rechte Rheinstrecke von Wiesbaden |
| Bahnhof · U-Bahn-Kopfbahnhof Streckenanfang (Strecke außer Betrieb) | 0,00                                            | Eltville Kleinbahnhof             | Eltville Kleinbahnhof             |
| Strecke nach links · U-Bahn-Kreuzung mit Eisenbahn (Strecke geradeaus außer Betrieb) |                                                 | Rechte Rheinstrecke nach Köln     | Rechte Rheinstrecke nach Köln     |
| U-Bahn-Haltepunkt / Haltestelle (Strecke außer Betrieb) |                                                 | Eltville Deutsches Haus           | Eltville Deutsches Haus           |
| U-Bahn-Haltepunkt / Haltestelle (Strecke außer Betrieb) |                                                 | Eltville Turnhalle                | Eltville Turnhalle                |
| U-Bahn-Betriebs-/Güterbahnhof Streckenanfang und quer (Strecke außer Betrieb) · U-Bahn-Abzweig geradeaus und nach rechts (Strecke außer Betrieb) |                                                 | Depot                             | Depot                             |
| U-Bahn-Haltepunkt / Haltestelle (Strecke außer Betrieb) | 3,6                                             | Neudorf                           | Neudorf                           |
| U-Bahn-Bahnhof (Strecke außer Betrieb) | 4,4                                             | Rauenthal                         | Rauenthal                         |
| U-Bahn-Haltepunkt / Haltestelle (Strecke außer Betrieb) | 5,1                                             | Kloster Tiefenthal                | Kloster Tiefenthal                |
| U-Bahn-Dienststation / Betriebs- oder Güterbahnhof (Strecke außer Betrieb) |                                                 | Kreuzungsstelle                   | Kreuzungsstelle                   |
| U-Bahn-Kopfbahnhof Streckenende (Strecke außer Betrieb) | 7,80                                            | Schlangenbad                      | Schlangenbad                      |

Die Dampfstraßenbahn Eltville–Schlangenbad wurde am 1. Juli 1895 zunächst als Eltviller Kleinbahn eröffnet. Am 25. März 1899 wurde sie in eine Straßenbahn umkonzessioniert, nicht zuletzt weil der Güterverkehr nur eine untergeordnete Rolle spielte.

## Geschichte
Anlass für den Bau war, dass der aufstrebende Kurort Schlangenbad keinen Anschluss an das Eisenbahnnetz besaß und der bisherige Zubringerdienst mit Pferdefuhrwerken vom nächsten Bahnhof im Rheingaustädtchen Eltville für Kurgäste nicht attraktiv war. Die Kurverwaltung begann deshalb 1894 mit der Allgemeinen Deutschen Kleinbahn-AG (ADKA) in Berlin Verhandlungen über den Bau einer Kleinbahn.
Die ADKA errichtete die Strecke im Frühjahr 1895. Die Strecke war in Meterspur angelegt. Das Gleis lag auf der ganzen Länge entweder in der Mitte der gepflasterten Ortsstraßen und der Provinzialstraße oder am Straßenrand. Die Baukosten betrugen 532.000 Goldmark. Der ersten Probefahrt am 20. Juni 1895 folgte am 1. Juli 1895 die offizielle Eröffnung der Strecke. Auch eine Verlängerung nach Bad Schwalbach war geplant.

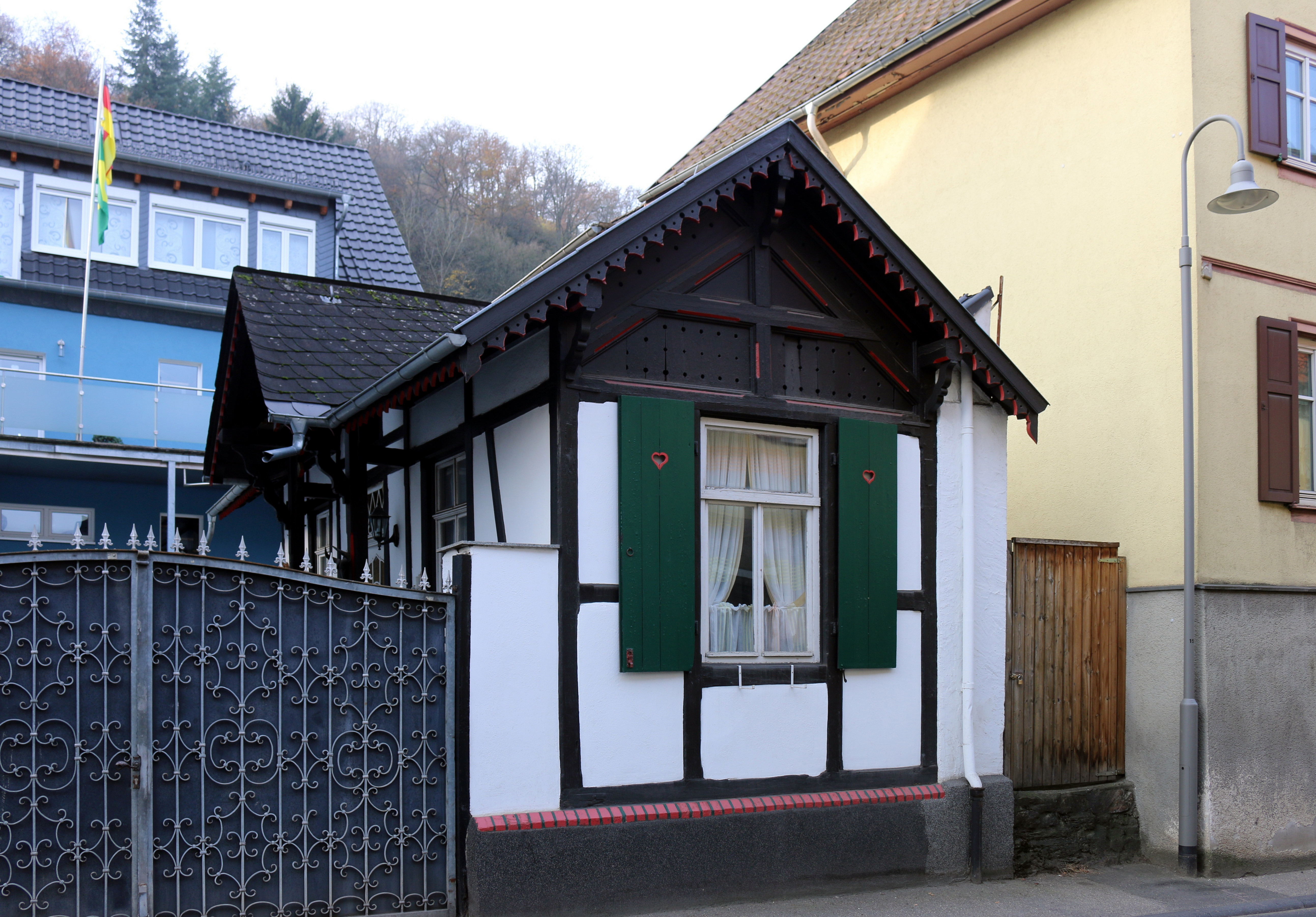
Ehemaliges Empfangsgebäude in Martinsthal (ehemals Neudorf), Hauptstr. 38

Die Kleinbahn begann am Bahnhof Eltville der rechten Rheinstrecke von Wiesbaden nach Koblenz. Vom dortigen Bahnhofsvorplatz führten die Gleise die Wilhelmstraße hinunter zur Bahnunterführung und sodann mit ständiger Steigung auf der Landstraße durch die Weinberge auf die Anhöhe vor dem Winzerort Neudorf, das heutige Martinsthal, um dann abfallend durch den Ort zu kommen. Die Straße in Neudorf war so eng, dass der Schaffner verpflichtet war, der Bahn mit einer Glocke voranzugehen, um Fußgänger zu warnen. Das ehemalige Wartehäuschen an dem Haltepunkt in der Hauptstraße erinnert noch immer an die Bahn. Die weitere Streckenführung folgte mit stetiger Steigung der Bäderstraße durch das in den Taunus tief eingeschnittene Walluftal. Am nächsten Haltepunkt Rauenthal bestand eine Ausweiche für entgegenkommende Züge. Kurz darauf folgte als letzter Zwischenhalt das Kloster Tiefenthal, bevor es hinauf zu dem seit zwei Jahrhunderten bekannten Kurort Schlangenbad ging. Die Bahn endete etwa 1000 Meter vor Erreichen der Ortsmitte mit dem Endbahnhof Schlangenbad. Er hatte eine zweigleisige Ausweiche zum Umsetzen der Loks. Die Lage am südlichen Ortsrand erschwerte den Güterverkehr. Befördert wurden hauptsächlich Baustoffe sowie Heizmaterial für die Haushalte und Hotels. An die Kleinbahnzeit erinnert am südlichen Ortseingang von Schlangenbad nur noch ein kurzes verbliebenes Gleisstück.
Zwischen Start- und Zielpunkt lagen 7,8 km Strecke und ein Höhenunterschied von 220 Metern.
In Eltville bestand ein Anschlussgleis zum Güterbahnhof, 800 Meter oberhalb des Startpunktes lag der Betriebshof mit Lok- und Wagenhalle, mit Werkstatt, Magazin, Kohlenbunker und Öllager. In Eltville soll einige Jahre lang ein 1200 Meter langes Gütergleis zum dortigen Rheinhafen sowie ein 120 Meter langer Gleisanschluss an eine Malzfabrik existiert haben.
Im Sommerfahrplan 1914 waren werktags zehn und sonntags sogar dreizehn Zugpaare vorgesehen. Im Winterhalbjahr verkehrten nur sechs Zugpaare.
1907 verhandelte die ADKA mit Siemens und AEG über eine Elektrifizierung der Strecke, die aber letztlich aus Kostengründen unterblieb. Die Linie arbeitete erst seit rund fünf Jahren rentabel und fiel in der Folge in ein Defizit zurück, das aufgrund vertraglicher Regelungen von den Anliegergemeinden getragen werden musste.
Hatten schon in „guten Zeiten“ zahlreiche Beschwerden über eine unzureichende Betriebsabwicklung dazu geführt, dass die erwarteten Fahrgastzahlen nicht erreicht werden konnten, so führten der Erste Weltkrieg und die anschließende Alliierte Rheinlandbesetzung zu einem enormen Rückgang der Zahl an Kurgästen und Ausflüglern in diesen Teil des Taunus.
Daher wurde der Bahnbetrieb am 1. Dezember 1922 – bis auf einige Wochenendzüge bei schönem Wetter – von der bisherigen Eigentümerin, der Allgemeinen Deutschen Kleinbahn-AG und ihrer seit 1915 tätigen Betriebsgesellschaft, der Allgemeinen Deutschen Eisenbahn-Betriebs-GmbH (ADEG), eingestellt. Auch als sich die wirtschaftliche Lage etwas gebessert hatte, war die ADEG nicht bereit, die Bahn weiter zu betreiben und erhielt 1925 die Erlaubnis, die Bahn endgültig stillzulegen und zu demontieren.
Um die Stilllegung zu verhindern, erwarb die Stadt Eltville das Unternehmen und nahm am 3. April 1927 die Fahrten wieder auf. Es waren laut Reichskursbuch vom 1. Juli 1927 – Fahrplan 209 E – sieben Zugpaare an Werktagen und zehn an Sonntagen vorgesehen. Aber der Erfolg blieb aus. Nach einer kurzen Zeit des Aufschwungs folgte die Weltwirtschaftskrise, dazu wanderten die Fahrgäste auf die parallel verkehrende Buslinie Wiesbaden – Schlangenbad ab.
Die Stadt Eltville konnte das Defizit der Straßenbahn, die ohnehin weniger ihr selbst als vielmehr der Gemeinde Schlangenbad nutzte, nicht lange tragen und legte den Bahnbetrieb am 17. März 1933 still. Die Kraftpost trat mit ihren Bussen die Nachfolge an, die anstatt 33 bis 36 Minuten nur 21 Minuten für die Strecke benötigten. Von der Bahn sind nur wenig sichtbare Zeugnisse erhalten geblieben.

## Fahrzeuge
Für den Betrieb standen fünf Tramwaylokomotiven zur Verfügung, dazu neun vierachsige Personenwagen und fünf Güterwagen. Die drei seitlich offenen „Sommerwagen“ waren besonders beliebt. 
Im Einsatz waren folgende Henschel-Lokomotiven:
| Betriebsnr.: | Hersteller: | Baujahr/Fabriknr.: | Bemerkungen:  |
| ------------ | ----------- | ------------------ | ------------- |
| 1            | Henschel    | 1895/4302          |               |
| 2            | Henschel    | 1895/4303          | 1918 verkauft |
| 3            | Henschel    | 1895/4304          | 1919 verkauft |
| 4            | Henschel    | 1899/5118          |               |
| 5            | Henschel    | 1899/5119          | 1932 verkauft |